# سموری‌های رودخانه‌ای کوچک
سموری‌های رودخانه‌ای کوچک (نام علمی: Micropotamogale) نام یک سرده از زیرخانواده سموریان رودخانه‌ای است.

## گونه‌ها
- حشره‌خوار سموری رونزوری (Micropotamogale ruwenzorii)
- حشره‌خوار سموری نیمبا (Micropotamogale lamottei)